# Брудзевек
Брудзевек (пол. Brudzewek) — село в Польщі, у гміні Хоч Плешевського повіту Великопольського воєводства.
Населення — 245 осіб (2011).
У 1975-1998 роках село належало до Каліського воєводства.

## Демографія
Демографічна структура станом на 31 березня 2011 року:
|          | Загалом | Допрацездатний вік | Працездатний вік | Постпрацездатний вік |
| -------- | ------- | ------------------ | ---------------- | -------------------- |
| Чоловіки | 121     | 32                 | 81               | 8                    |
| Жінки    | 124     | 21                 | 72               | 31                   |
| Разом    | 245     | 53                 | 153              | 39                   |